# Chaamse Beken
Chaamse Beken is de naam van een natuurgebied  dat een aantal beekdalen omvat die nabij de landgoederen Hondsdonk en Valkenberg gelegen zijn. Het gebied is eigendom van de Vereniging Natuurmonumenten en meet 112 ha.
Het reservaat omvat kleinschalig cultuurlandschap in het dal van de Chaamse Beek, de Groote of Roode Beek, de Groote Heikantsche Beek en de Broeksche Beek. De beken meanderen hier en worden omgeven door houtwallen bosjes, poelen en graslanden. Vaak zijn de perceelgrenzen nog hetzelfde als in de 16e eeuw.
In de vochtige graslanden vindt men planten als: dotterbloem, kruipend zenegroen en teer guichelheil. Het bermpje is in de beken aanwezig en kamsalamander en alpenwatersalamander worden eveneens aangetroffen.
Andere bijzondere planten zijn moerasstreepzaad, knolsteenbreek, moesdistel en kleine watereppe. Deze wijzen op kwel. De groene specht, steenuil, roodborsttapuit, patrijs en kwartel broeden in het gebied.